# Albert Houssiau
Albert Jean Charles Ghislain Houssiau (Halle, 2 november 1924) is een Belgisch geestelijke en een bisschop-emeritus van het bisdom Luik.
Houssiau studeerde filosofie aan de Katholieke Universiteit Leuven en theologie aan het grootseminarie van het aartsbisdom Mechelen-Brussel. Hij werd priester gewijd op 6 februari 1949. Vervolgens vervulde hij pastorale functies in Leuven. In 1965 werd hij benoemd tot kanunnik van de Sint-Romboutskathedraal in Mechelen. Hij doceerde aan de Katholieke Universiteit Leuven, waar hij ook decaan was van de theologische faculteit.
Op 17 maart 1986 werd Houssiau benoemd tot bisschop van Luik; hij was de 90e persoon die deze functie bekleedde. Zijn bisschopswijding vond plaats op 18 mei 1986.
Houssiau ging op 9 mei 2001 met emeritaat.
Hij is een grootoom van Vincent Houssiau, kabinetschef van koning Filip.
Op zaterdag 2 november 2024 werd hij honderd jaar.